# Zonitis sedilloti
Zonitis sedilloti es una especie de coleóptero de la familia Meloidae.

## Distribución geográfica
Habita en Gantheaume Bay (Australia).